# ناطق هاشم
ناطق هاشم هو لاعب دولي عراقي سابق اتجه إلى مجال التدريب بعد اعتزاله للكرة.بدأ أبو احمد حياته الرياضية عاشقا لكرة القدم متأثرا بمن سبقه من اشقائه وأبناء منطقته في مدينة الصدر ، وتأثر كثيراً بشقيقه الأكبر نوري هاشم الذي قاد عددا من الفرق الشعبية هناك ، وشق ناطق هاشم طريقه في المدارس المتوسطة مع منتخبات المدارس وتربية الرصافة ومن ثم بدأ خطواته مع الاندية عبر نادي الامانة الذي كان يضم نجوما بارزين امثال صباح عبد الجليل وعبد الزهرة أسود ومحمد الشيخ الذي أصبح فيما بعد مطرباً ، وناطق هاشم تزوج ابنة عمه عندما كان في مرحلة الثالث المتوسط من دراسته ، هذا النجم قدم الكثير للكرة العراقية ، حتى وافاه الأجل في عمان بعد أن اصيب بسكته قلبية حادة.

## ولادة ناطق هاشم... وولادة مسيرته الكروية
ولد هاشم عام 1960 في أحد الأحياء الفقيرة وهي مدينة الصدر التي عاش فيها وترعرع... وكانت بداياته عبر الساحات الشعبية... فكان يمتاز بالمهارة منذ صغره... ثم قدم الكثير مع المنتخبات المدرسية هناك... قبل إن يبدأ مشواره الطويل مع كرة القدم من خلال أحد الأندية البغدادية يعرف بنادي الأمانة عام 1978 ليمثله موسمين متتالين حقق فيها نجاحا جعل الفرق الجماهيرية تفكر في ضمه إليها وفي مطلع الثمانينيات انتقل إلى صفوف نادي القوة الجوية أحد اعرق الأندية المحلية وبقي معه حتى عام 1989، وهي الفترة ذاتها التي ارتدى فيها قميص المنتخب العراقي مدافعا عن ألوانه في بطولات عدة ترك فيها بصمات واضحة فكان ابرز لاعبي خط الوسط بقدراته ومهارته التي عرف من خلالها بلقب بلاتيني العراق.مثل اندية (الامانة 1980-1983 والجيش 1983-1984 والرشيد 1984-1986 والطيران (القوة الجوية 1986-1991 ونادي والطيران (الخطوط)1991-1992 والجوية 1992-1995
فاز بلقب الدوري العراقي مرتين 1984 مع نادي الجيش 1990 نادي الطيران (القوة الجوية)

## اعتزال ناطق هاشم وتجربته التدريبية
اعتزل اللعب ناطق هاشم في مطلع التسعينيات واتجه إلى عالم التدريب وقاد فريقه السابق القوة الجوية في أكثر من موسم وحقق معه نتائج طيبة، ثم احترف العمل التدريبي مع نادي الراسينغ اللبناني لعامين بعدها كانت له تجربة رائع في الدوري العماني مع نادي صحم حيث تولى مهمة قيادة الفريق الأول منذ بداية عام 2002 حيث أخذ على عاتقه اعداد قاعدة عريقة في صفوف الفريق الأول وهنا اظهر اخلاصا وتفانيا كبيرين واستطاع من خلال الأداء المتميز ان يصل بفريق صحم إلى المركز الرابع في أول مشاركة له في دوري الاضواء... كذلك قاد فريق صحم بنجاح كبير في بطولة كأس النخبة حيث احرز الفريق مركز الوصيف بفضل مثابرته ومتابعته المستمرة للاعبي الفريق الأول والحقيقية ان ناطق هاشم ترك بصمة واضحة على فريق صحم الذي قارع الكبار عن جدارة واستحقاق بفضل توجيهاته وحسن قيادة اللاعبين... بعدها انتقل لتدريب نادي صور ثم كان آخر مشواره مع نادي مسقط العماني الذي قاده ليحرز معه لقب الكأس

## ناطق هاشم والإنجازات
الدوري العراقي 1 مع الطيران (القوة الجوية)
- انجازات مع المنتخب

- بطولة كأس الخليج العربي عام 1984 في مسقط
- وفي بلوغ منتخب العراق نهائيات كأس العالم في المكسيك عام 1986
- ناطق هاشم حمل شارة الكابتن للمنتخب الوطني عام 1990
- هداف الدوي العراقي

- موسم 88-89 ناطق هاشم سجل 17 هدف (وحينها حصل على ثاني هدافي الموسم)
وحصل الطيران على المركز الثالث حينها بعد الأول الرشيد والثاني الطلبة
- موسم 89-90 ناطق هاشم سجل 12 هدف (وحينها حصل على ثاني هدافي الموسم)
وحصل نادي الطيران على المركز الأول
- موسم 90-91 ناطق هاشم سجل 17 هدف (وحصل حينها على ثالث هدافي الموسم)
وحصل حينها الطيران على المركز السادس وجاء بعد الزوراء صاحب المركز الأول والزوراء والطلبة والشرطة والكرخ والنفط
- موسم 92-93 ناطق هاشم سجل 24 هدف (وحصل حينها على رابع هدافي الموسم)
وحصلت القوة الجوية على المركز الثالث... بعد نادي الطلبة الذي حصل على المركز الأول ونادي الزوراء
- وفي دورات الخليج

- لا ننسى هدفه في 20 مارس 1984 عندما فازت العراق 0:1 على البحرين في ملعب الشعب الحكم كان حينها حامد حمدان (عمان)
- ولا ننسى هدفه في 28 مارس 1984 عندما فازت العراق بضربات الجزاء بعد أن تعادلت العراق 1:1 مع قطر وانتهت ضربات الجزاء بنتيجة (3:4) سجل ناطق هاشم اخر ضربة جزاء معلنأ اللقب العراقي
- وفي بطولة الصداقة والسلام في الكويت

- عام 1989 كانت المباراة النهائية بين العراق*أوغندا وانتهت المباراة بنتيجة (1-1) في وقتها الأصلي سجل للعراق (أحمدراضي) وسجل لاوغندا (هاسول بول)
وفي الركلات الترجيحية سجل للعراق 1/سعد قيس 2/سلام هاشم 3/سعد عبد الحميد 4/ناطق هاشم الذي سجل الضربة الأخيرة وأخفق شرار حيدر في التسجيل وسجل لاوغندا 1/موسيس 2/بوغر 3/كايوجاوأخفق اللاعبان سليمان كانو وروبرت ورجحت كفة العراق بالركلات الترجيحية وفازت (4-3) لتحصل على المركز الأول ليها في المركز الثاني اوغدا فالكويت ثالثاً
- في كاس العالم

- أول مباراة له على مستوى تصفيات كاس العالم كانت في 18-اذار مارس عام 1981 وجرت بين العراق وقطر وانتهت عراقية (1-0)
- أول مشارك له في كاس العالم ضد البرغواي بتاريخ الرابع من حزيران يونيو عام 1986 كما شارك بجميع المباريات وحصل على كارت واحد إنذار امام بلجيكا في الدقيقة 65 واَجمل بصماته في كاس العالم لا ننسى تمريرة ناطق هاشم التي قدمها على طبق من ذهب لنجمنا الكبير احمد راضي الذي اودعها في شباك الحارس بفباف بعد استغلال الزاوية الفارغة... وهو الهدف الوحيد للعراق في كاس العالم جاء في الدقيقة 57 بعد أن تقدم البلجيك بهدفين
- ذكريات رائعة

- أول هدف دولي للراحل مع المنتخب الوطني على مستوى المباريات الودية كان في شباك منتخب اندية عمان الأردني وسجل فيها الهدف الثاني في المباراة التي انتهت عراقية بهدفين دون مقابل
- سجل الراحل هدفا رائعا في مرمى نادي توتنهام فورست الإنكليزي في مباراة ودية جرت في بغداد بتاريخ الحادي عشر من تشرين الأول أكتوبر من عام 1985 وانتهت المباراة للعراق بهدفين دون مقابل
- سجل هدف الفوز الثاني للمنتخب العراقي في مرمى نادي فولكا الدنماركي وانتهت تلك المباراة بفوز عراقي بثلاثية نظيفة
- بتاريخ الثاني من شباط فبراير سجل هدف الفوز الثاني في مرمى المنتخب الدنماركي في مباراة ودية احتضنها ملعب الشعب الدولي

## تشييع المرحوم ناطق هاشم
فقدت الكرة العراقية واحدا من المع لاعبي المنتخب العراقي السابق وصانع ألعابه المميز ناطق هاشم... في السادس والعشرين من ايلول - سبتمبر لعام 2004 حيث توفي في سلطنة عمان عندما كان يقود نادي مسقط اثر تعرضه إلى سكتة قلبية... شيع إلى مثواه الأخير لاعبنا الدولي السابق أبو احمد وجرت مراسيم التشييع في منطقة الكاظمية المقدسة وبحضور رئيس واعضاء اتحاد كرة القدم العراقي وزملائه اللاعبين الدوليين السابقين الذين عاصروه في المنتخب الوطني ونادي القوة الجوية وعدد كبير من مشجعي ومحبي فنه الراقي واخلاقه العالية... وقد بدت علامات الحزن والاسى على وجوههم وهم يتذكرون القصص والمواقف التي تحكي طيبة قلبه (أبو احمد)... وتحدث الجميع ان الخبر كان صاعقاً لهم ولم يصدقوا في بداية الامر حتى تأكدوا منه بعدما اجروا اتصالات عديدة ومتكررة في سلطنة عمان حيث كان يدرب أحد انديتها التي تلعب في دوري الدرجة الأولى وقد اكد الخبر المحزن زميله المدرب مظفر جبار الذي يدرب هناك أيضاً... وكان اتحاد كرة القدم قد هيأ سيارتين لنقل جثمانه من الأردن إلى العراق وعند وصولهم كان في استقبالهم السيد احمد عباس امين سر الاتحاد الذي وفر كل ما يسهم في تسهيل مهمة الوصول والاحتياجات الأخرى.. مع الإشارة إلى ان الاتحاد العماني الشقيق ساهم في اقامة مباراة ودية تابينية للراحل جرت في السلطنة بين المنتخبين العراقي والعماني وجرت في ايلول سبتمبر من عام 2004... كما اقيمت الكثير من الفعاليات والمهرجانات والبطولات في العراق... في ذكرى وفاته.

## روابط خارجية
- ناطق هاشم على موقع الاتحاد الدولي (مؤرشف)  (الإنجليزية)
- ناطق هاشم على موقع قاعدة بيانات كرة القدم.إي يو (الإنجليزية)
- ناطق هاشم على موقع ناشيونال فوتبول تيمز (الإنجليزية)
- ناطق هاشم على موقع Soccerway.com (الإنجليزية)
- ناطق هاشم على موقع عالم كرة القدم.نت (الإنجليزية)
- ناطق هاشم على موقع أوليمبيديا (الإنجليزية)